# Aburina poliophaea
Aburina poliophaea är en fjärilsart som beskrevs av George Francis Hampson 1926. Aburina poliophaea ingår i släktet Aburina och familjen nattflyn. Inga underarter finns listade i Catalogue of Life.